# ニコラス・ルヴァッサー
ニコラス・ルヴァッサー（英語: Nickolas Levasseur）は、アメリカ合衆国の政治家。ニューハンプシャー州議会の下院議員で民主党所属。
2010年にフェイスブックで「アニメは2回の核攻撃では不十分だった最たる証拠だ（anime is a prime example of why two nukes wasn't enough）」と差別ともとれる書き込みを行った。ルヴァッサーは「この無神経な投稿について深く謝罪したい。軽率なコメントだった、投稿はフェイスブックのプライベートなページでの冗談だった（I would like to deeply apologize for the insensitivity of this post. It was a poorly thought out comment, posted jest on my private Facebook page）」と謝罪し、書き込みを削除した。